# Inmigración costarricense en México
La comunidad costarricense radica en México desde hace 50 años. Entre ellos se encuentran cantantes, músicos, periodistas, conductores de televisión, actores y actrices. Según el censo 2020 del INEGI, hay 3.803 costarricenses residiendo en México.

## Costarricenses radicados en México
- Adina Burak, actriz y conductora.
- Anastasia Acosta, actriz.
- Brenda Kellerman, actriz.
- Chavela Vargas, cantante.
- Christopher Barquero, periodista.
- Crox Alvarado, actor, luchador, caricaturista y guionista.
- Danilo Montero, cantante de música cristiana.
- Edwin Cubero, futbolista.
- Eunice Odio, poeta.
- Francisco Zúñiga, pintor y escultor.
- Gerson Torres, futbolista.
- Guita Schyfter, documentalista y directora de cine.
- Hernan Medford, exfutbolista y entrenador.
- Jefferson Kellerman, actor y modelo.
- José Ricardo Chaves, escritor.
- Juan José Contreras, economista agrícola.
- Karla Gómez, periodista.
- Katherine Kellerman, actriz.
- Kathryn Árbenz, modelo.
- Maribel Guardia, actriz, modelo y presentadora.
- Mariluz Bermúdez, actriz.
- Martín Valverde, cantautor, músico y compositor.
- Nora Taitelbaum, escultora.
- Óscar Emilio Rojas, futbolista.
- Rafael Rojas, actor.
- Roberto Montero Ortiz, ingeniero.
- Rodolfo Butch Muñoz, exfutbolista y entrenador.
- Rolando Fonseca, exfutbolista.
- Sebastian Miller, artista plástico,fotógrafo.
- Verónica Bastos, periodista.
- Virginia Arguedas (Vica Andrade), actriz y presentadora de televisión.
- Vicente Sáenz Rojas, escritor, periodista y ensayista.
- Wendy Myrie, modelo.
- Yeyre Beirute, actor.

## Mexicanos de ascendencia costarricense
- Lorena Rojas, actriz y cantante
- Julián Figueroa, cantante.

## Flujos Migratorios
| 1895 | 16    |
| 1970 | 998   |
| 1980 | 1.843 |
| 1990 | 1.521 |
| 2000 | 2.175 |
| 2010 | 2.078 |
| 2020 | 3.803 |

Fuente: Estadísticas históricas de México 2009